# Ghosts
Ghosts — четырнадцатый студийный альбом хеви-метал группы Rage, вышедший 4 октября 1999 года.
Ghosts записывался во время масштабных кадровых изменений. Это первый альбом, в записи которого участвовали Виктор Смольский и Майк Террана. В буклете компакт-диска они уже числятся в составе группы, которая вновь сократилась до трио. Тогда как все основные партии инструментов записывали ещё их предшественники.
В альбоме продолжились неоднозначно воспринятые фанатами музыкальные эксперименты со скрещиванием тяжёлого метала и оркестровой музыки, начатые ещё в 1996 году в диске Lingua Mortis.

## Список композиций
Все тексты написаны Петером «Пиви» Вагнером.
| №                   | Название               | Музыка                               | Длительность |
| ------------------- | ---------------------- | ------------------------------------ | ------------ |
| 1.                  | «Beginning of the End» | Петер «Пиви» Вагнер, Кристиан Вольфф | 4:42         |
| 2.                  | «Back in Time»         | Вагнер, Вольфф                       | 4:20         |
| 3.                  | «Ghosts»               | Вагнер, Вольфф, Спирос Эфтимиадис    | 5:13         |
| 4.                  | «Wash My Sins Away»    | Вагнер                               | 4:06         |
| 5.                  | «Fear»                 | Вагнер, Вольфф, С. Эфтимиадис        | 5:07         |
| 6.                  | «Love and Fear Unite»  | Вагнер                               | 3:35         |
| 7.                  | «Vanished in Haze»     | Вагнер                               | 5:00         |
| 8.                  | «Spiritual Awakening»  | Вагнер                               | 3:30         |
| 9.                  | «Love After Death»     | Вагнер, С. Эфтимиадис                | 4:12         |
| 10.                 | «More Than a Lifetime» | Вагнер                               | 4:28         |
| 11.                 | «Tomorrow’s Yesterday» | Вагнер, Вольфф, Свен Фишер           | 6:55         |
| Общая длительность: | Общая длительность:    | Общая длительность:                  | 51:20        |

| №   | Название          | Музыка | Длительность |
| --- | ----------------- | ------ | ------------ |
| 12. | «End of Eternity» | Вагнер | 4:20         |

| №   | Название                | Музыка                | Длительность |
| --- | ----------------------- | --------------------- | ------------ |
| 12. | «Six Feet Under Ground» | Вагнер, С. Эфтимиадис | 3:16         |

## Участники записи
Rage
- Петер «Пиви» Вагнер — вокал, бас
- Виктор Смольский — дополнительные гитары
- Майк Террана — ударные

Прочие музыканты
- Кристиан Вольфф — аранжировки, клавишные
- Свен Фишер — гитара
- Спирос Эфтимиадис — гитара
- Крис Эфтимиадис — ударные

Приглашённые музыканты
- Lingua Mortis Orchestra

## Позиции в хит-парадах
| Чарт (1999)        | Место |
| ------------------ | ----- |
| German Album Chart | 31    |